# Dany Bonnoront
Dany Bonnoront, née le 17 avril 1958 à Saint-Nazaire (Pays de la Loire), est une ancienne coureuse cycliste professionnelle française et ancienne directrice nationale de l'Équipe de France féminine sur route.

## Biographie
Dany Bonnoront termine 8e aux championnats du monde sur route à Chambéry en 1989. Elle est diplômée d'État pharmacienne en chef de produit et professeur de sport 9e échelon, Après sa carrière, elle officie du début 2010 à fin 2013, en tant que directrice nationale route des féminines, elle continuera en VTT chez les vétérans où elle est double championne d'Europe de cross-country (1993 et 1994).

## Palmarès sur route

### Championnats du monde
- 1986 Colorado Springs
  - 32e de la course en ligne
- 1987 Villach
  - 35e de la course en ligne
- 1989 Chambéry
  - 8e de la course en ligne

### Par années
- 1986
  - 1re étape du Tour de la Drôme
  - 3e du Tour de la Drôme
- 1987
  - 6e étape des Six Jours de Bagnols-sur-Ceze
  - 14e étape de la Mi-Août Bretonne
- 1988
  - 3e des Six Jours de Bagnols-sur-Ceze

#### La Grande Boucle
5 participations
- Tour de France féminin
  - 1985 : 14e
  - 1986 : 8e
  - 1987 : 7e
  - 1988 : 13e
  - 1989 : 15e